# Cambes-en-Plaine
Pour les articles homonymes, voir Cambes.
Cambes-en-Plaine est une commune française située dans le département du Calvados en région Normandie.

## Géographie

### Localisation
Cambes-en-Plaine se situe dans la Plaine de Caen, au nord de Caen, entre le centre-ville caennais (situé à 6 km au sud de la commune) et les plages du débarquement (situées à 9 km au nord de la commune).
La commune se trouve dans l'aire d'attraction de Caen, ainsi que dans la zone d'emploi et dans le bassin de vie de cette ville.

### Communes limitrophes
Les communes limitrophes sont  Anisy, Biéville-Beuville, Mathieu, Saint-Contest, Villons-les-Buissons et Épron.
| Villons-les-Buissons                | Anisy                | Mathieu           |
| Villons-les-Buissons, Saint-Contest | Cambes en Plaine     | Biéville-Beuville |
| Saint-Contest                       | Saint-Contest, Épron | Épron             |

### Géologie et relief
La superficie de la commune est de 3,25 km2 ; son altitude varie de 47  à   66 mètres.
Comme son nom le suggère, la commune se trouve dans la plaine de Caen.

### Hydrographie
La commune est située dans le bassin Seine-Normandie. Elle n'est drainée par aucun cours d'eau,.

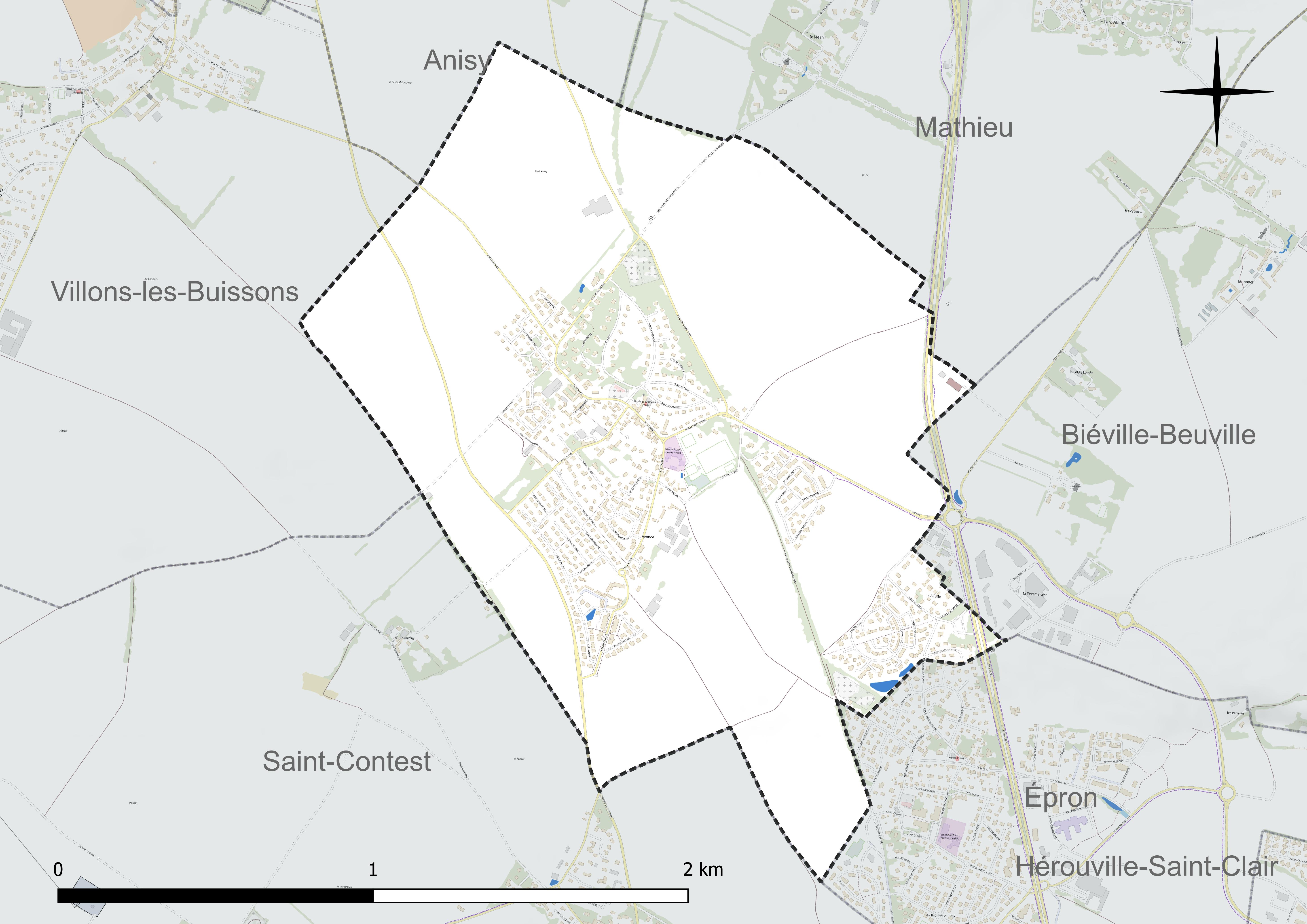
Réseau hydrographique de Cambes-en-Plaine.

### Climat
Pour des articles plus généraux, voir Climat de la Normandie et Climat du Calvados.
En 2010, le climat de la commune est de type climat océanique altéré, selon une étude du CNRS s'appuyant sur une série de données couvrant la période 1971-2000. En 2020, Météo-France publie une typologie des climats de la France métropolitaine dans laquelle la commune est exposée à un climat océanique et est dans la région climatique Normandie (Cotentin, Orne), caractérisée par une pluviométrie relativement élevée (850 mm/a) et un été frais (15,5 °C) et venté. Parallèlement le GIEC normand, un groupe régional d'experts sur le climat, différencie quant à lui, dans une étude de 2020, trois grands types de climats pour la région Normandie, nuancés à une échelle plus fine par les facteurs géographiques locaux. La commune est, selon ce zonage, exposée à un « climat des plateaux abrités », correspondant à la plaine agricole de Caen à Falaise, sous le vent des collines de Normandie et proche de la mer, se caractérisant par une pluviométrie et des contraintes thermiques modérées.
Pour la période 1971-2000, la température annuelle moyenne est de 10,8 °C, avec  une amplitude thermique annuelle de 11,9 °C. Le cumul annuel moyen de précipitations est de 630 mm, avec 11,3 jours de précipitations en janvier et 7 jours en juillet. Pour la période 1991-2020, la température moyenne annuelle observée sur la station météorologique la plus proche, située sur la commune de Carpiquet à 7 km à vol d'oiseau, est de 11,5 °C et le cumul annuel moyen de précipitations est de 740,3 mm,. Pour l'avenir, les paramètres climatiques de la commune estimés pour 2050 selon différents scénarios d'émission de gaz à effet de serre sont consultables sur un site dédié publié par Météo-France en novembre 2022.

## Urbanisme

### Typologie
Au 1er janvier 2024, Cambes-en-Plaine est catégorisée ceinture urbaine, selon la nouvelle grille communale de densité à 7 niveaux définie par l'Insee en 2022.
Elle est située hors unité urbaine. Par ailleurs la commune fait partie de l'aire d'attraction de Caen, dont elle est une commune de la couronne,. Cette aire, qui regroupe 296 communes, est catégorisée dans les aires de 200 000 à moins de 700 000 habitants,.

### Occupation des sols

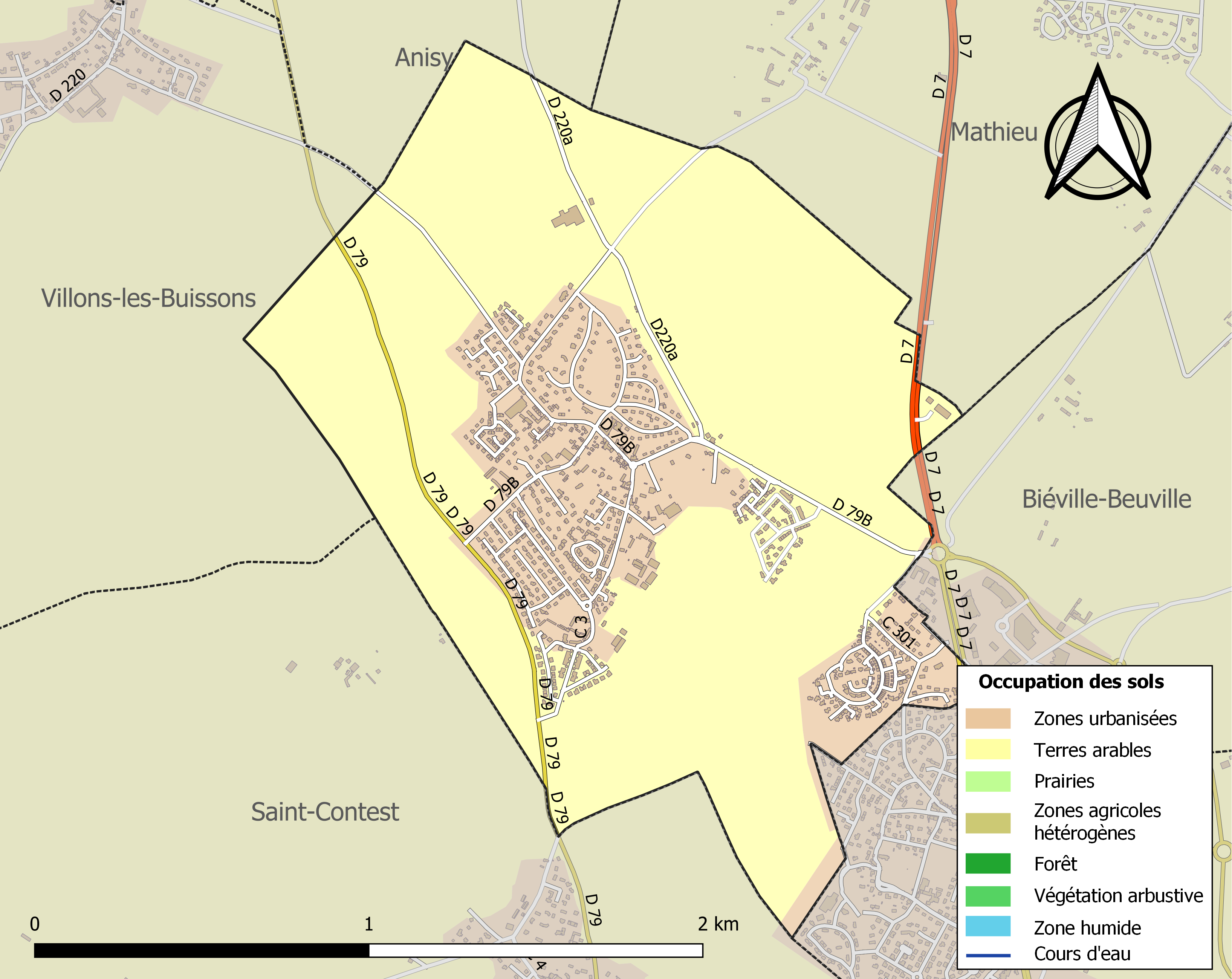
Carte des infrastructures et de l'occupation des sols de la commune en 2018 (CLC).

L'occupation des sols de la commune, telle qu'elle ressort de la base de données européenne d'occupation biophysique des sols Corine Land Cover (CLC), est marquée par l'importance des territoires agricoles (77,8 % en 2018), en diminution par rapport à 1990 (81,6 %).
La répartition détaillée en 2018 est la suivante : terres arables (77,8 %), zones urbanisées (22,2 %).
L'évolution de l'occupation des sols de la commune et de ses infrastructures peut être observée sur les différentes représentations cartographiques du territoire : la carte de Cassini (XVIIIe siècle), la carte d'état-major (1820-1866) et les cartes ou photos aériennes de l'IGN pour la période actuelle (1950 à aujourd'hui).

### Habitat et logement
En 2021, le nombre total de logements dans la commune était de 809, alors qu'il était de 690 en 2016 et de 515 en 2011.
Parmi ces logements, 97,1 % étaient des résidences principales, 0,8 % des résidences secondaires et 2,1 % des logements vacants. Ces logements étaient pour 90 % d'entre eux des maisons individuelles et pour 9,4 % des appartements.
Le tableau ci-dessous présente la typologie des logements à Cambes-en-Plaine en 2021 en comparaison avec celle du Calvados et de la France entière. Une caractéristique marquante du parc de logements est ainsi la faible proportion des résidences secondaires et logements occasionnels (0,8 %) par rapport au département (17,8 %) et à la France entière (9,7 %).
| Typologie                                               | Cambes-en-Plaine | Calvados | France entière |
| ------------------------------------------------------- | ---------------- | -------- | -------------- |
| Résidences principales (en %)                           | 97,1             | 75,5     | 82,2           |
| Résidences secondaires et logements occasionnels (en %) | 0,8              | 17,8     | 9,7            |
| Logements vacants (en %)                                | 2,1              | 6,6      | 8,1            |

## Voies de communications et transports
La commune est desservie par la ligne 7 du réseau Twisto et par les lignes scolaires 104 et 127 du même réseau.

## Toponymie
Le nom de la localité est attesté sous les formes Cambe en 1082; Cambœ en 1190; Cambie entre 1191 et 1283; Cambi au XIIIe siècle; Camby en 1298; Sancta Maria de la Quambe en 1417.
Cambe est un terme d'ancien français qui désignait une brasserie, lieu de fabrication de la bière,.
La commune, instituée par la Révolution française sous le nom de Cambes est renommée en 1937 Cambes-en-Plaine, afin d'éviter la confusion avec le village de La Cambe, près d'Isigny-sur-Mer.
Cambes est située en plaine de Caen.

## Histoire
Le village a été desservi de 1875 à 1950 par la gare de Cambes, sur la ligne de chemin de fer secondaire de Caen à la mer.

Cambes-en-Plaine au tout début du s-XXe siècle
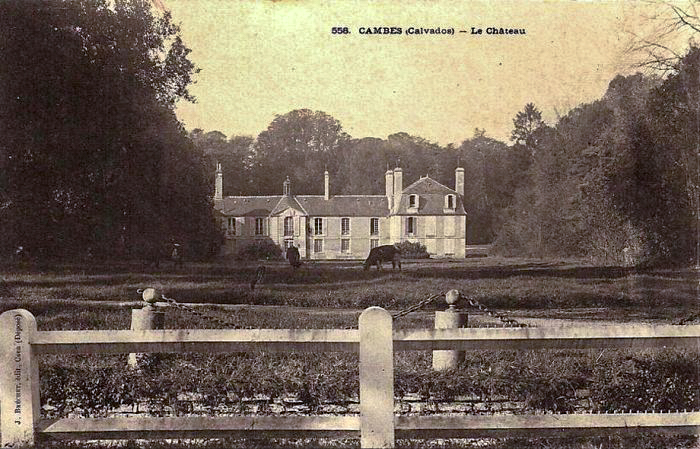
Le château.
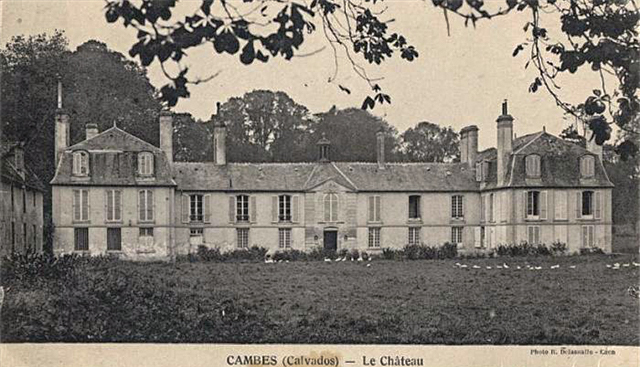
Autre vue du château.

## Politique et administration

### Rattachements administratifs et électoraux

#### Rattachements administratifs
La commune se trouve depuis 1926 dans l'arrondissement de Caen du département du Calvados.
Elle faisait partie depuis 1801 du canton de Creully. Dans le cadre du redécoupage cantonal de 2014 en France, cette circonscription administrative territoriale a disparu, et le canton n'est plus qu'une circonscription électorale.

#### Rattachements électoraux
Pour les élections départementales, la commune fait partie depuis 2014 du canton d'Ouistreham.
Pour l'élection des députés, elle fait partie de la cinquième circonscription du Calvados.

### Intercommunalité
La commune est membre de la communauté urbaine Caen la Mer, qui provient du district urbain de Caen, créé en 1973; dont Cambes-en-Plaine faisait déjà partie. Cette intercommunalité s'est transformée en communauté d'agglomération en 2002 (communauté d'agglomération du Grand Caen puis communauté d'agglomération Caen la mer) puis en communauté urbaine en 2017.

### Liste des maires
| Période                                  | Période                       | Identité           | Étiquette | Qualité                                                                                    |
| ---------------------------------------- | ----------------------------- | ------------------ | --------- | ------------------------------------------------------------------------------------------ |
| Les données manquantes sont à compléter. |                               |                    |           |                                                                                            |
| 1840                                     | 1870                          | Vigor Lecoq        |           |                                                                                            |
| 1870                                     | 1881                          | M. de Fournes      |           |                                                                                            |
| 1881                                     | 1900                          | Urbain Vimard      |           |                                                                                            |
| 1900                                     | 1904                          | Léon Lemarinier    |           |                                                                                            |
| 1904                                     | 1908                          | Paul Lemarinier    |           |                                                                                            |
| 1908                                     | 1931                          | Joseph Lecornu     |           | ingénieur et cerf-voliste français Mort en fonction                                        |
| 1931                                     | 1944                          | Maurice Vorniere   |           |                                                                                            |
| 1944                                     | 1956                          | Ernest Degremont   |           |                                                                                            |
| 1956                                     | 1961                          | Maurice Vorniere   |           |                                                                                            |
| 1961                                     | 1965                          | Alexandre Docaigne |           |                                                                                            |
| 1965                                     | mars 2001                     | Charles Decaen     |           | Enseignant de dessin industriel puis salarié à la SMN                                      |
| mars 2001                                | mars 2008                     | Paulette Lévy      |           | Chevalière de l'Ordre national du Mérite                                                   |
| mars 2008                                | décembre 2018                 | Mickaël Bertrand,  | SE        | Assistant socio-éducatif Mandat écourté par la démission d'une partie du conseil municipal |
| décembre 2018,                           | mai 2020                      | Éric Gobert        |           | Pré-retraité                                                                               |
| mai 2020                                 | En cours (au 28 janvier 2024) | Élisabeth Holler   |           | Cadre administrative ou commerciale d'entreprise                                           |

## Équipements et services publics

### Espaces publics
La commune a obtenu en 2016 le 4e prix départemental des communes de 1 000 à  5 000 habitants au concours des villes et villages fleuris, puis le 3e prix en 2017.

## Population et société

### Démographie
L'évolution du nombre d'habitants est connue à travers les recensements de la population effectués dans la commune depuis 1793. Pour les communes de moins de 10 000 habitants, une enquête de recensement portant sur toute la population est réalisée tous les cinq ans, les populations de référence des années intermédiaires étant quant à elles estimées par interpolation ou extrapolation. Pour la commune, le premier recensement exhaustif entrant dans le cadre du nouveau dispositif a été réalisé en 2004.

En 2022, la commune comptait 1 804 habitants, en évolution de +5,68 % par rapport à 2016 (Calvados : +1,58 %, France hors Mayotte : +2,11 %).
| 1793 | 1800 | 1806 | 1821 | 1831 | 1836 | 1841 | 1846 | 1851 |
| ---- | ---- | ---- | ---- | ---- | ---- | ---- | ---- | ---- |
| 234  | 311  | 325  | 280  | 273  | 305  | 317  | 302  | 321  |

| 1856 | 1861 | 1866 | 1872 | 1876 | 1881 | 1886 | 1891 | 1896 |
| ---- | ---- | ---- | ---- | ---- | ---- | ---- | ---- | ---- |
| 316  | 301  | 320  | 286  | 310  | 282  | 280  | 221  | 213  |

| 1901 | 1906 | 1911 | 1921 | 1926 | 1931 | 1936 | 1946 | 1954 |
| ---- | ---- | ---- | ---- | ---- | ---- | ---- | ---- | ---- |
| 219  | 194  | 192  | 255  | 240  | 229  | 240  | 240  | 269  |

| 1962 | 1968 | 1975 | 1982 | 1990 | 1999  | 2004  | 2006  | 2009  |
| ---- | ---- | ---- | ---- | ---- | ----- | ----- | ----- | ----- |
| 301  | 332  | 309  | 792  | 972  | 1 493 | 1 538 | 1 522 | 1 404 |

| 2014  | 2019  | 2022  | - | - | - | - | - | - |
| ----- | ----- | ----- | - | - | - | - | - | - |
| 1 517 | 1 753 | 1 804 | - | - | - | - | - | - |

## Culture locale et patrimoine

### Lieux et monuments
- L'église Saint-Martin  Classée MH (1927)[39] des XIe et XIVe siècles[39].
- Le colombier des XVIIe et XVIIIe siècles en pierre de Caen (7 mètres de diamètre).
- L'ancienne mairie (XVIe siècle) en pierre de Caen et la place de la Mairie. Depuis 2015, la mairie est située place Jeanne-Albertine dans des locaux aux normes d'accessibilité.
- L'ancienne gare de Cambes.
- Le cimetière britannique 1945.
- Rue du Mesnil-Ricard.

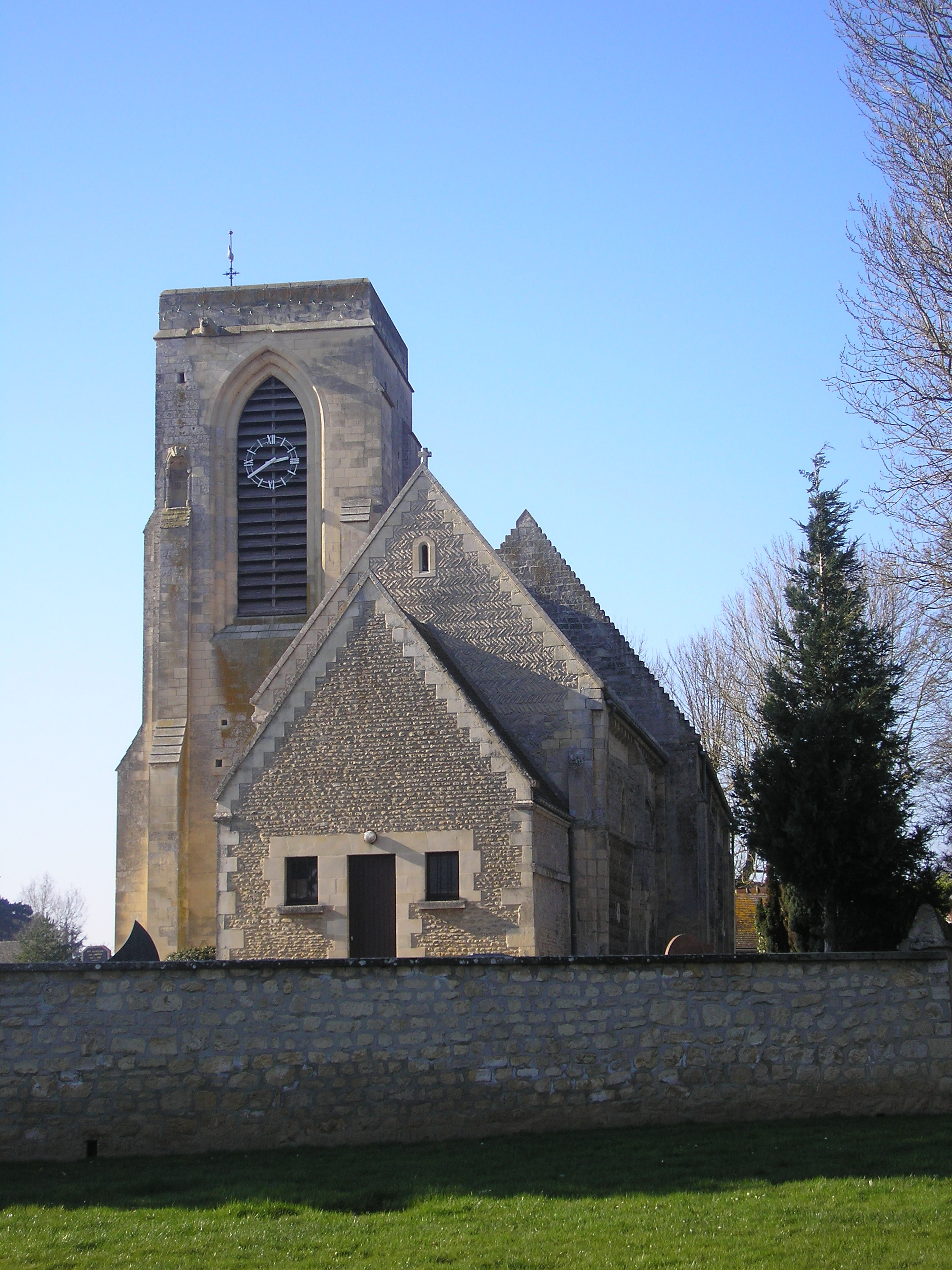
L'église Saint-Martin.
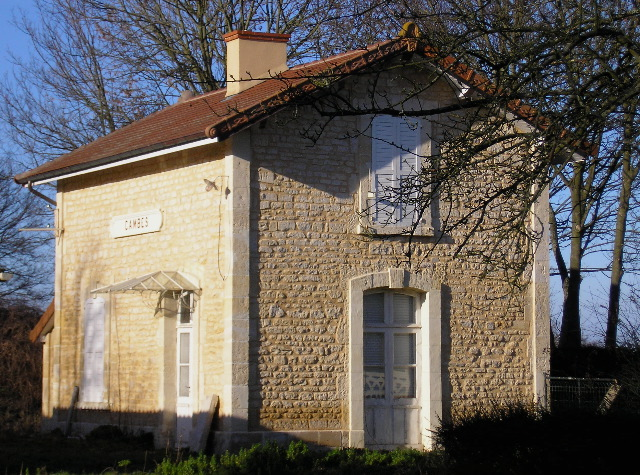
L'ancienne gare de Cambes.
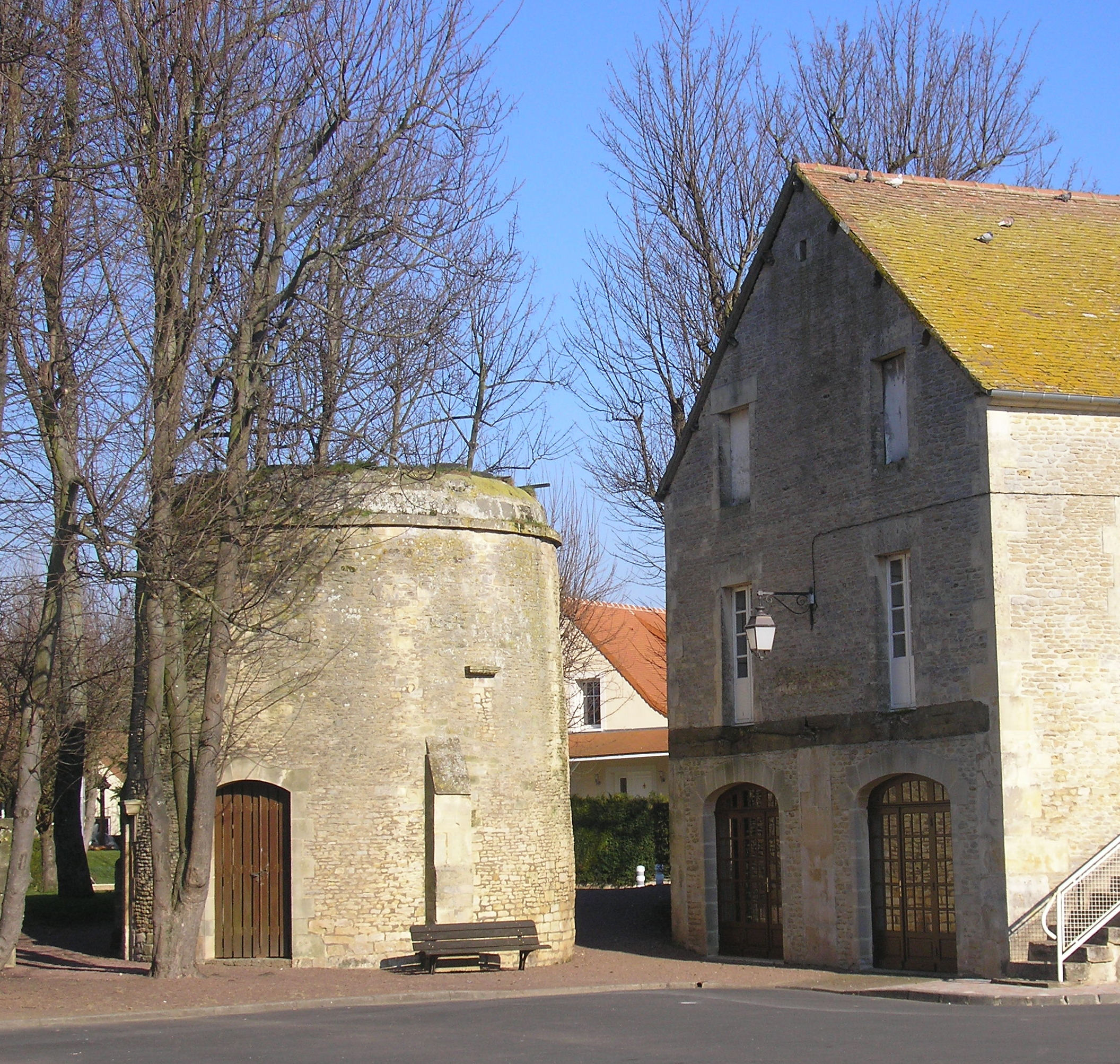
Le colombier, place de l'Amitié.
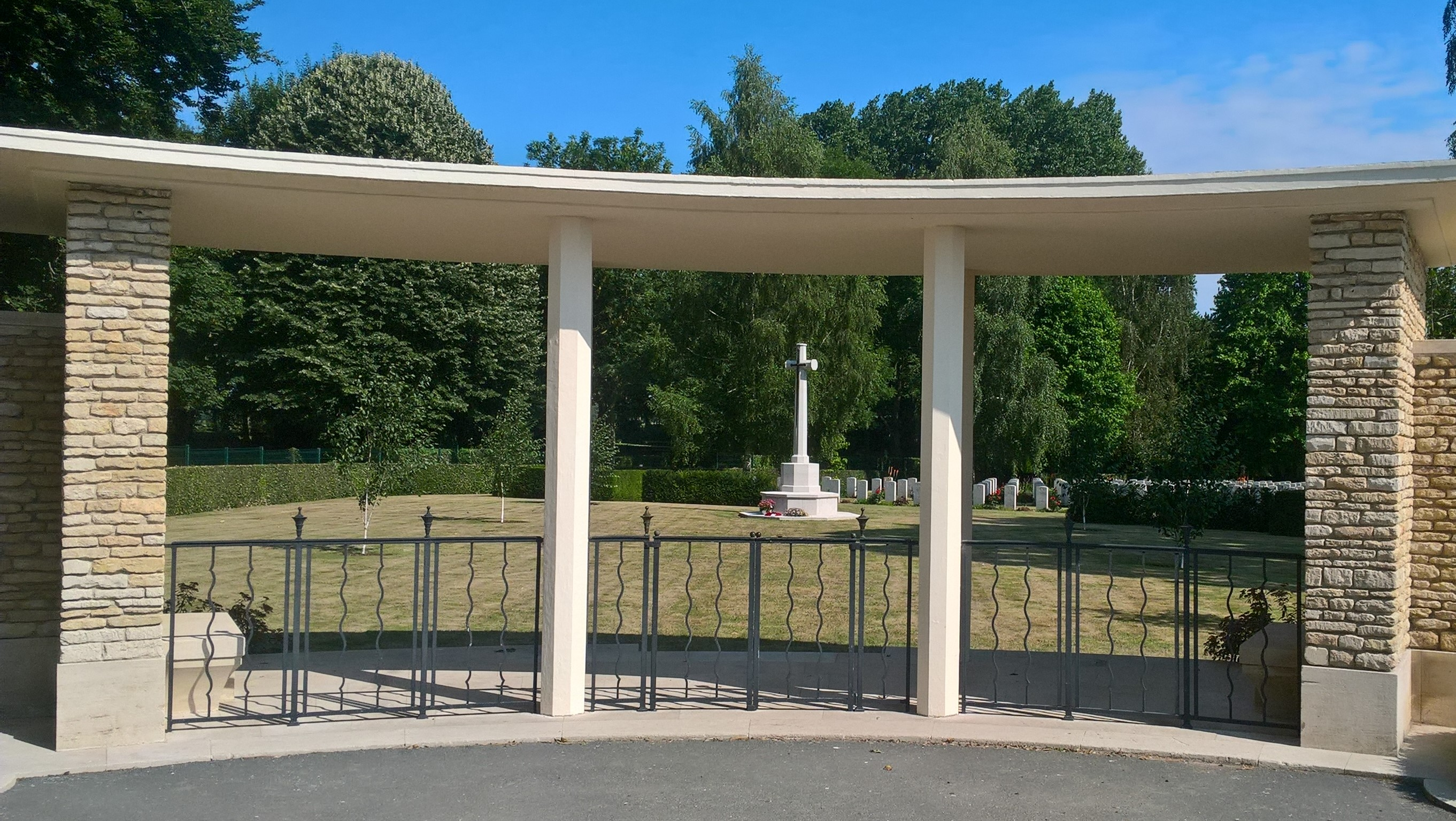
Le cimetière britannique

### Personnalités liées à la commune
- Gervais de La Rue (1751-1835), historien de la littérature et philologue français, spécialiste des littératures normande et anglo-normande, est enterré dans la commune.
- Pierre Lévêque, (1757-1805), homme politique né à Saint-Martin-de-Cambes, député du Calvados de 1799 à 1805.

## Pour approfondir